# Bradley Boyes
Bradley Keith Boyes (né le 17 avril 1982 à Mississauga en Ontario au Canada) est un joueur professionnel canadien de hockey sur glace.

## Biographie

### Carrière
Il commence sa carrière en 1998 avec les Otters d'Érié en Ligue de hockey de l'Ontario. Il est sélectionné en 2000 au cours du repêchage d'entrée dans la Ligue nationale de hockey par les Maple Leafs de Toronto en 1re ronde, en 24e position. En 2002, il passe professionnel chez les Maple Leafs de Saint-Jean en Ligue américaine de hockey. En 2003, il joue son premier match de LNH avec les Sharks de San José. En 2005, il rejoint les Bruins de Boston et, deux ans plus tard, les Blues de Saint-Louis. Le 28 février 2011, il est échangé aux Sabres de Buffalo en retour d'un choix de deuxième ronde lors du Repêchage d'entrée dans la LNH 2011. Le 1er juillet 2012, il signe un contrat d'un an d'une valeur d'un million de dollars avec les Islanders de New York à titre d'agent libre. 
Après cette saison, puisqu'il ne reçoit aucune offre des Islanders, il tente sa chance avec les Panthers de la Floride en signant un contrat d'essai avec eux. Le 28 septembre 2013, les Panthers lui font confiance et le signe pour une saison. Il signe un nouveau contrat avec les Panthers, cette fois-ci, de deux ans. Malgré avoir totalisé 38 points dont 14 buts lors de la saison 2014-2015, son contrat est racheté par la formation floridienne.
Encore une fois, il signe un contrat d'essai avec une équipe. Les Maple Leafs l'invitent. Il a réussi à les convaincre et signe un contrat d'un an à 700 000 dollars.

### Carrière internationale
Il a représenté l'Équipe du Canada de hockey sur glace en sélection junior et sénior.

## Statistiques

### En club
| Saison     | Équipe                    | Ligue      |     | Saison régulière | Saison régulière | Saison régulière | Saison régulière | Saison régulière |    | Séries éliminatoires | Séries éliminatoires | Séries éliminatoires | Séries éliminatoires | Séries éliminatoires |
| Saison     | Équipe                    | Ligue      | PJ  | B                | A                | Pts              | Pun              | PJ               | B  | A                    | Pts                  | Pun                  |                      |                      |
| 1998-1999  | Otters d'Érié             | LHO        | 59  | 24               | 36               | 60               | 30               | 5                | 1  | 2                    | 3                    | 10                   |                      |                      |
| 1999-2000  | Otters d'Érié             | LHO        | 68  | 36               | 46               | 82               | 38               | 13               | 6  | 8                    | 14                   | 10                   |                      |                      |
| 2000-2001  | Otters d'Érié             | LHO        | 59  | 45               | 45               | 90               | 42               | 15               | 10 | 13                   | 23                   | 8                    |                      |                      |
| 2001-2002  | Otters d'Érié             | LHO        | 47  | 36               | 41               | 77               | 42               | 21               | 22 | 19                   | 41                   | 27                   |                      |                      |
| 2002-2003  | Maple Leafs de Saint-Jean | LAH        | 65  | 23               | 28               | 51               | 45               | -                | -  | -                    | -                    | -                    |                      |                      |
| 2002-2003  | Barons de Cleveland       | LAH        | 15  | 7                | 6                | 13               | 21               | -                | -  | -                    | -                    | -                    |                      |                      |
| 2003-2004  | Barons de Cleveland       | LAH        | 61  | 25               | 35               | 60               | 38               | -                | -  | -                    | -                    | -                    |                      |                      |
| 2003-2004  | Sharks de San José        | LNH        | 1   | 0                | 0                | 0                | 2                | -                | -  | -                    | -                    | -                    |                      |                      |
| 2003-2004  | Bruins de Providence      | LAH        | 17  | 6                | 6                | 12               | 13               | 2                | 1  | 0                    | 1                    | 0                    |                      |                      |
| 2004-2005  | Bruins de Providence      | LAH        | 80  | 33               | 42               | 75               | 58               | 16               | 8  | 7                    | 15                   | 23                   |                      |                      |
| 2005-2006  | Bruins de Boston          | LNH        | 82  | 26               | 43               | 69               | 30               | -                | -  | -                    | -                    | -                    |                      |                      |
| 2006-2007  | Bruins de Boston          | LNH        | 62  | 13               | 21               | 34               | 25               | -                | -  | -                    | -                    | -                    |                      |                      |
| 2006-2007  | Blues de Saint-Louis      | LNH        | 19  | 4                | 8                | 12               | 4                | -                | -  | -                    | -                    | -                    |                      |                      |
| 2007-2008  | Blues de Saint-Louis      | LNH        | 82  | 43               | 22               | 65               | 20               | -                | -  | -                    | -                    | -                    |                      |                      |
| 2008-2009  | Blues de Saint-Louis      | LNH        | 82  | 33               | 39               | 72               | 26               | 4                | 2  | 1                    | 3                    | 0                    |                      |                      |
| 2009-2010  | Blues de Saint-Louis      | LNH        | 82  | 14               | 28               | 42               | 26               | -                | -  | -                    | -                    | -                    |                      |                      |
| 2010-2011  | Blues de Saint-Louis      | LNH        | 62  | 12               | 29               | 41               | 30               | -                | -  | -                    | -                    | -                    |                      |                      |
| 2010-2011  | Sabres de Buffalo         | LNH        | 21  | 5                | 9                | 14               | 6                | 7                | 1  | 0                    | 1                    | 0                    |                      |                      |
| 2011-2012  | Sabres de Buffalo         | LNH        | 65  | 8                | 15               | 23               | 6                | -                | -  | -                    | -                    | -                    |                      |                      |
| 2012-2013  | Islanders de New York     | LNH        | 48  | 10               | 25               | 35               | 16               | 6                | 0  | 3                    | 3                    | 2                    |                      |                      |
| 2013-2014  | Panthers de la Floride    | LNH        | 78  | 21               | 15               | 36               | 28               | -                | -  | -                    | -                    | -                    |                      |                      |
| 2014-2015  | Panthers de la Floride    | LNH        | 78  | 14               | 24               | 38               | 20               | -                | -  | -                    | -                    | -                    |                      |                      |
| 2015-2016  | Maple Leafs de Toronto    | LNH        | 60  | 8                | 16               | 24               | 12               | -                | -  | -                    | -                    | -                    |                      |                      |
| Totaux LNH | Totaux LNH                | Totaux LNH | 822 | 211              | 294              | 505              | 251              | 17               | 3  | 4                    | 7                    | 2                    |                      |                      |

### Statistiques en équipe nationale
| Année | Compétition                 |   | PJ | B | A | Pts | Pun                |  | Résultat |
| 2001  | Championnat du monde junior | 7 | 1  | 3 | 4 | 2   | Médaille de bronze |  |          |
| 2002  | Championnat du monde junior | 7 | 5  | 4 | 9 | 16  | Médaille d'argent  |  |          |
| 2006  | Championnat du monde        | 9 | 4  | 4 | 8 | 4   | Quatrième place    |  |          |

## trophées et honneurs personnels

### Ligue canadienne de hockey
- 1999-2000 : nommé Étudiant la saison LCH
- 2000-2001 : 
  - vainqueur du trophée William-Hanley.
  - vainqueur du trophée Red-Tilson.
- 2001-2002 : 
  - vainqueur du trophée William-Hanley.
  - vainqueur du trophée Red-Tilson.
  - vainqueur du trophée Wayne-Gretzky 99
  - élu Meilleur état d'esprit LCH

### Ligue nationale de hockey
- 2000 - sélectionné en tant que 24e choix (première ronde) par les Maple Leafs de Toronto